# Ophitendiagramm

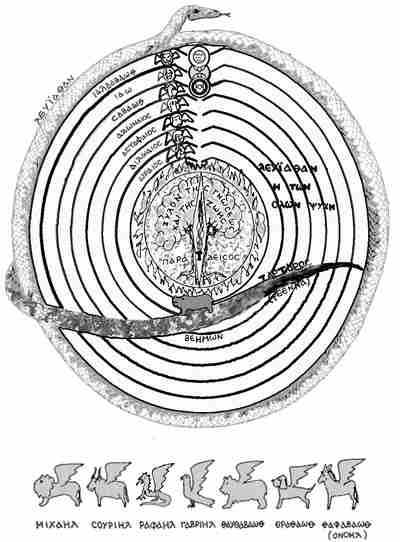
Rekonstruktion des Ophitendiagramms

Das unter dem Namen Ophitendiagramm bekannt gewordene Diagramm der Ophianer ist eine Zeichnung mit schriftlichen Zusätzen, die tiefe Einblicke in Weltanschauung und Kultus dieser gnostischen Sekte ermöglicht.

## Überlieferung
Die Zeichnung selbst ist nicht erhalten. In einer polemischen Schrift gegen die Christen, dem Alethes Logos – etwa zu übersetzen mit "Wahres Wort" –, beschrieb der Platoniker Celsus in der zweiten Hälfte des 2. Jahrhunderts unserer Zeitrechnung eine Zeichnung der gnostischen Sekte der Ophianer. Auch die Schrift des Celsus ist nur in Auszügen enthalten, und zwar in der als Kata Kelsou oder Contra Celsum bekannten Gegenschrift des alexandrinischen Theologen Origenes (185–254). Origenes behandelt den entsprechenden Abschnitt der Celsusschrift in Buch VI, Kapitel 22–38 seiner Erwiderung. Auch Origenes konnte sich noch ein Exemplar der Zeichnung besorgen. In seiner Erwiderung distanziert er sich von den Ophiten und polemisiert gegen diese ebenso wie gegen seinen eigentlichen Widerpart Celsus. Allerdings kann man davon ausgehen, dass Celsus ein Bild des Christentums zeichnet, das schon zu Origenes Lebzeiten in dieser Vielfalt nicht mehr existierte.

## Rekonstruktion
In ihrer Polemik sind sich sowohl Celsus als auch Origenes über die Hauptelemente des Ophitendiagramms einig: "Zehn (Kreise), zusammengehalten von einem (Kreis)", und: "Die sieben archontischen Kreise würden von einem Kreis umschlossen, von dem sie behaupten, er sei die Seele des Alls und heiße Leviathan". In einigen Zusätzen, etwa bei den Namen für tiergestaltige Untergötter, die sogenannten "Archonten", oder deren "Engelnamen" gibt es Abweichungen, ebenso bei hinzugefügten Formeln. Daraus lässt sich schließen, dass entweder die Exemplare des Ophitendiagramms bei Celsus und Origenes leicht voneinander abwichen oder dass das Exemplar des Origenes bereits stark beschädigt war. Durch die Wiedergabe von Beschwörungsformeln wird ein Abstieg durch die einzelnen mit Hilfe der Kreise dargestellten Sphären beschrieben. Daher ist es heute wissenschaftliche Opinio communis, dass es sich um konzentrische Kreise handelt. Es existieren aber auch abweichende Rekonstruktionsversuche.

## Funktion
Celsus leitete seine Beschreibung des Ophitendiagramms mit der Beschreibung der Mithrasmysterien ein. Den dort vollzogenen Aufstieg des Mysten bis in die Fixsternsphäre wertet er positiv, um den im Ophitendiagramm beschriebenen Abstieg kontrastieren zu können. Diese Argumentationsweise ermöglicht die Schlussfolgerung einer Verbindung des Ophitendiagramms mit dem Kultus; ebenso die Vielzahl von Formeln und Beschreibungen, die sich in den schriftlichen Zusätzen findet. Nach zurückhaltender Sicht handelt es sich um ein "didaktisches Schaubild". Mutigere Beschreibungen sehen in der Darstellung eine Art gnostisches Mandala, ein Meditationsbild oder -diagramm. Die erste Auffassung schließt die zweite nicht aus. Ebenfalls wurde die Auffassung vertreten, dass es sich um ein „gnostisches Diagramm“ (eine Bezeichnung, die auf Celsus und Origenes zurückgeht) handele, welches die Reise einer Seele als Aufstieg zu und Abstieg von anderen Sphären darstellt.

## Bedeutung
Die Zeichnung zeigt Hauptelemente eines recht frühen gnostischen Systems. Es verdeutlicht, dass Dualismus und die Weltablehnung konstitutiv für diese Art esoterischer Religiosität sind. Es gibt heute kaum eine umfassende Darstellung der Gnosis, die auf das Ophitendiagramm verzichtet, sei es durch eine Beschreibung, sei es durch Wiedergabe einer Zeichnung. Als Darstellung eines einfachen gnostischen Systems gibt das Ophitendiagramm ein Beispiel dafür, nach welchen Prinzipien eine weltablehnende esoterische Lehre gestaltet sein kann.
Seine Elemente stammen aus der altägyptischen, der jüdischen und der christlichen Religion. Die Gnosis wird zwar im Allgemeinen zu den spätantiken Mysterienreligionen gezählt, doch gibt es derzeit wieder esoterische Gruppierungen, die sich als Gnostiker stehend begreifen oder sich sogar als Ophiten bezeichnen. Wegen der Schlangensymbolik werden die Ophiten häufig als Vorläufer des Satanismus betrachtet, beziehungsweise Satanisten selbst führen ihren Kult ausdrücklich auf die Ophiten zurück.